# Jiří Sovák
Jiří Sovák (n. Schmitzer; n. 27 decembrie 1920, Praga, Cehoslovacia – d. 6 septembrie 2000, Praga, Cehia) a fost un actor ceh de teatru, film și televiziune, cel mai cunoscut pentru rolurile sale de comedie.

## Tinerețe
Jiří Sovák s-a născut ca Jiří Schmitzer în familia unui din Praga. Mai târziu și-a schimbat numele în Sovák ca un protest împotriva Germaniei naziste și a ocupării Cehoslovaciei. În 1941, în timpul celui de-al Doilea Război Mondial, a absolvit Conservatorul de Stat din Praga, unde a studiat dramaturgia. Tatăl său nu a vrut să fie actor, așa că a lucrat ca un funcționar și a apărut într-un grup de teatru de amatori; astăzi cunoscut sub numele de Teatrul Rokoko.

## Carieră
În 1943 a primit primul său contract profesional cu Teatrul Horácké din Třebíč. În timpul serviciului militar l-a cunoscut pe Miroslav Horníček⁠(d) (care a devenit de asemenea un actor celebru) și au devenit prieteni pe viață.
În 1947 a plecat la Praga, unde a jucat la Teatrul E. F. Burian⁠(d) (1947–1952), la  Teatrul Vinohrady (1952–1966) și la  Teatrul Național (1966–1983).

### Film și TV
Jiří Sovák a apărut pentru prima dată într-un film în 1942 și apoi a jucat mai multe roluri minore. El a jucat primul său personaj principal în Dařbuján a Pandrhola (regia Martin Frič, 1959) și a creat roluri expresive în anii 1960, 1970 și 1980. Printre cele mai cunoscute roluri ale sale se numără Antonín Skopec din Světáci (Sfinți; regia  Zdeněk Podskalský⁠(d)) și Jiří Kroupa din Marečku, podejte mi pero!⁠(d) (Marečka, dă-mi stiloul!; regia Oldřich Lipský⁠(d), 1976). A mai jucat în comedii precum Pane, vy jste vdova (Domnule, sunteți văduvă!; r. Václav Vorlíček, 1970) sau Což takhle dát si špenát (Spanacul face minuni! sau Mașina de întinerit, r. Václav Vorlíček, 1977),  comedii SF ca Zabil jsem Einsteina, pánové (L-am ucis pe Einstein, domnilor; r. Oldřich Lipský, 1970) sau Zítra vstanu a opařím se čajem⁠(d) (Mâine mă voi trezi și mă voi opări cu ceai; r. Jindřich Polák⁠(d), 1977) și în filme pentru copii, de exemplu Ať žijí duchové (Trăiască fantomele; regia Oldřich Lipský⁠(d), 1977). În anii 1990 a jucat roluri de bătrâni precum ebenistul Růžička din Kolya. Ultimul rol de film al lui Sovák a fost în Návrat ztraceného ráje (Reîntoarcerea Paradisului Pierdut; regia Vojtěch Jasný, 1999).
Sovák a apărut la televiziunea cehoslovacă de îndată ce aceasta a fost fondată în 1953. A jucat în filme TV și comedii scurte în serie precum Uspořená libra (Lira economisită, după o piesă de teatru, A Pound on Demand a lui Seán O'Casey; r. Vladimír Svitáček, 1963) și în Bohouš (1968); precum și în seriale TV pentru copii precum Pan Tau⁠(d), Arabela și Létající Čestmír⁠(d). Rolurile sale cele mai de succes au fost în serialele TV Byli jednou dva písaři (cu Horníček; bazat pe Bouvard et Pécuchet⁠(d) de Gustave Flaubert; r. Ján Roháč, 1972) și Chalupáři (Țărani; 1975).

## Viață personală
S-a căsătorit de trei ori. Fiul său din prima căsătorie, Jiří Schmitzer⁠(d) (n. 1949), a ajuns un actor și cântăreț popular. Sovák a avut o relație proastă cu fiul său (cu care a apărut în mai multe filme) după ce și-a părăsit soția, relație care s-a agravat când Schmitzer a provocat un accident de mașină mortal în 1976. 
S-a pensionat la 31 martie 1983. În 2000 a căzut de pe terasă, și-a rupt șoldul și a avut o embolie în timpul operației. A murit într-un spital din Praga înainte de a împlini 80 de ani. El este înmormântat în orășelul Stříbrná Skalice⁠(d), într-un mormânt privat închis publicului. 